# تادو
تادو یا تادئوس (انگلیسی: Thaddeus) (به Aramaic תדי, Taddai / Aday، از آرامی תדי، Taddai / Aday) نامی برگرفته از معنای حس و صفت و خصلت «شجاع‌دلی» و «شجاع‌دل بودن» و «خصوصیت حس شجاعت» است.